# Páve megye

Kermánsáh tartomány megyéinek elhelyezkedése

Páve megye (perzsául: شهرستان پاوه) Irán Kermánsáh tartománynak egyik északnyugati megyéje az ország nyugati részén. Északon és északkeleten, keleten Kurdisztán tartomány, délkeleten Ravánszar megye, délről Dzsavánrud megye, nyugatról az Irakban fekvő Szulejmánijja kormányzóság határolják. Székhelye a 23 000 fős Páve városa. Második legnagyobb városa az 1600 fős Bájangán. További városa még: Nouszud. A megye lakossága 51 755 fő. A megye három további kerületre oszlik: Központi kerület, Bájangán kerület és Nouszud kerület.

## Fordítás
- Ez a szócikk részben vagy egészben  a   Paveh County című angol Wikipédia-szócikk ezen változatának fordításán alapul.  Az eredeti cikk szerkesztőit annak laptörténete sorolja fel. Ez a jelzés csupán a megfogalmazás eredetét és a szerzői jogokat jelzi, nem szolgál a cikkben szereplő információk forrásmegjelöléseként.